# CM Punk
Phillip Jack Brooks (sinh ngày 26/10/1978) được biết với cái tên trên võ đài là CM Punk, là một đô vật chuyên nghiệp. Hiện đã dừng sự nghiệp thi đấu tại AEW  và UFC, anh là người đứng đầu của nhóm The Straight Edge Society. Anh hiện đang thi đấu ở WWE.
Trong sự nghiệp đấu vật của mình, CM Punk đã 7 lần vô địch thế giới: 1 lần vô địch đai ROH World Championship, 1 lần vô địch đai ECW Championship, 3 lần vô địch đai World Heavyweight Championship và 2 lần vô địch đai WWE Championship. Ngoài ra, Punk còn giành được một vài đai vô địch khác như World Tag Team Championship (WWE) (với Kofi Kingston), và đai WWE Intercontinental Championship. Anh còn giành chiến thắng trận Money in the Bank ở WrestleMania XXIV và XXV.
Punk ban đầu nổi lên thông qua sự nghiệp đấu vật chuyên nghiệp của anh ở các tổ chức nhỏ, chủ yếu là thành viên của Ring of Honor (ROH) roster, nơi mà anh từng là ROH Tag Team Champion, ROH World Champion, và huấn luyện viên trưởng đầu tiên của trường dạy đấu vật của ROH. Vào năm 2005, Punk ký hợp đồng với WWE và được gửi tới chi nhánh phát triển tài năng trẻ của công ty, Ohio Valley Wrestling (OVW), nơi mà anh đã giành tất cả các chức vô địch của tổ chức. Trong suốt sự nghiệp của mình, Punk luôn sử dụng nhân vật mang phong cách "straight edge", 1 phong cách sống không sử dụng thuốc, không sử dụng rượu cồn mà anh tuân theo ngoài đời.

## Sự nghiệp đấu vật chuyên nghiệp

### Bắt đầu

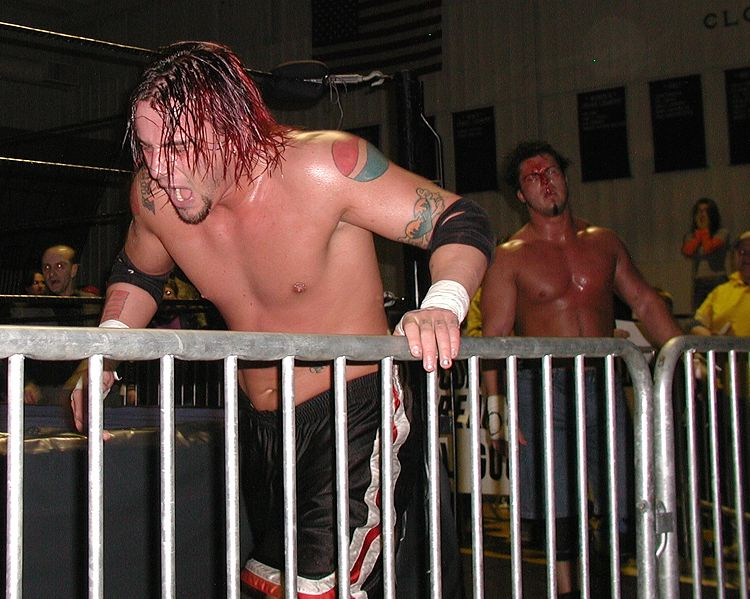
CM Punk trong trận đấu với Danny Dominion ở giải NWA Midwest ngày 23 tháng 11 năm 2002 ở Grayslake, Illinois.

Lần mạo hiểm bước chân vào đấu vật đầu tiên của Punk là một thời gian làm ở tổ chức đấu vật hạng "sân sau" gọi là Lunatic Wrestling Federation cùng với những người bạn của anh vào những năm 1990. Anh lần đầu bắt đầu sử dụng cái tên CM Punk khi được cho vào một tag team gọi là Chick Magnets cùng với CM Venom sau khi 1 thành viên khác bỏ khỏi nhóm. Khác với những người bạn của mình, Punk thực sự muốn trở thành 1 đô vật và coi nó hơn là chỉ đơn giản là vui.
Sau khi rời tổ chức trên, anh đăng ký làm học sinh của 1 trường dạy đấu vật ở Chicago gọi là "Steel Domain", nơi anh đã được huấn luyện bởi Ace Steel (Chris Guy), Danny Dominion và Kevin Quinn để trở thành 1 đô vật chuyên nghiệp. Trong một phần của chương trình huấn luyện, anh đã thi đấu tại Steel Domain Wrestling ở St. Paul, Minnesota. Chính tại Steel Domain mà anh đã gặp Scott Colton, người nhanh chóng lấy tên võ đài là Colt Cabana. Punk và Cabana trở thành bạn thân và dành hầu hết thời gian của sự nghiệp non trẻ của họ làm việc tại cùng những giải nhỏ, làm đối thủ hoặc đồng mình của nhau. Trong thời gian thi đấu tự do, Punk, cùng với những học viên tốt nghiệp trường Steel Domain khác là Colt Cabana, Chuckee Smooth, Adam Pearce và manager Dave Prazak, thành lập một nhóm gọi là Gold Bond Mafia.
Tổ chức quê nhà của Punk trong những ngày mới bắt đầu sự nghiệp của anh thường được coi là Independent Wrestling Association: Mid-South (IWA:Mid-South. Trong thời gian Punk ở IWA: Mid-South, anh có những mối thù căng thẳng với Colt Cabana và Chris Hero trong khi cùng lúc cũng vươn lên hàng top của roster với việc giành được IWA Mid-South Light Heavyweight Championship 2 lần và giành IWA Mid-South Heavyweight Championship 5 lần khác nhau. Mối thù của Punk với Hero bao gồm 1 trận TLC match dài 55 phút, 1 trận two out of three falls match dài 93 phút và nhiều trận hòa dài 60 phút khác.
Các trận đấu của Punk với Cabana đã giúp cho anh được tổ chức Ring of Honor mời vào làm. Trong thời gian của anh ở IWA: Mid-South, anh cũng đã gặp, thi đấu và trở thành bạn của Eddie Guerrero. Từ tháng 2-2003 tới tháng 5-2004, Punk không chịu thi đấu cho IWA:Mid-South. Punk nói rằng đó là sự phản đối việc Ian Rotten ngược đãi Chris Hero trong công ty, tuy nhiên, Hero lại nói rằng anh tin rằng còn những lý do khác, và sự đối xử của Rotten với anh chỉ là cái cớ để Punk ngừng làm việc cho công ty. Sau đó Punk trở lại IWA: Mid-South và tiếp tục làm đô vật và bình luận viên cho tổ chức tới năm 2005 khi anh ký hợp đồng với World Wrestling Entertainment. Lần xuất hiện cuối cùng của anh tại IWA: Mid-South là vào ngày 2 tháng 7, 2005 khi anh thi đấu trong 1 trận hòa với Delirious trong thời gian giới hạn 60 phút.

### Ring of Honor và Total Nonstop Action Wrestling
Ban đầu, Punk gia nhập Ring of Honor (ROH) trong vai một face, nhưng nhanh chóng trở thành 1 nhân vật phản diện trong mối thù với Raven bao gồm rất nhiều loại trận no disqualification. Cùng lúc đó, Punk cũng gia nhập tổ chức NWA Total Nonstop Action (TNA), nơi mà anh cùng với Julio Dinero là thành viên của nhóm do Raven lập ra ở TNA gọi là Gathering. Punk bắt đầu bước lên đỉnh cao ở ROH, với nhiều thành công bao gồm việc xếp thứ 2 tại Second Anniversary Show trong tournament để tôn vinh ROH Pure Champion đầu tiên, thua A.J. Styles trong trận chung kết, và giành được ROH Tag Team Championship 2 lần cùng với Colt Cabana với tư cách là nhóm Second City Saints. Cả hai lần, Punk và Cabana đều đánh bại Briscoe Brothers để giành chức vô địch. Khoảng tháng 10- 2003, Punk đã được thuê làm huấn luyện viên trưởng của trường dạy đấu vật do Ring of Honor lập ra, trước đó từng là huấn luyện viên cho Steel Domain và Primetime Wrestling.
Không lâu trước TNA show vào ngày 25 tháng 2 năm 2004, Punk đã có 1 trận ẩu đả với Teddy Hart bên ngoài một nhà hàng mà đã được ngăn cản bởi Sabu. Nguyên nhân của vụ ẩu đả này bắt đầu từ 1 ROH show mà Hart đã thực hiện 3 đòn không có trong kế hoạch khiến nhiều đô vật khác có nguy cớ chấn thương. Trong khoảng thời gian diễn ra vụ ẩu đả, Punk và Dinero đã ngừng xuất hiện trên các TNA shows, dẫn tới tin đồn anh bị sa thải do vụ tai tiếng trên. Tuy vậy Punk, đã nói rằng vụ việc trên chả có liên quan gì tới sự nghiệp TNA của anh. Anh nói lý do mình và Dinero ngừng xuất hiện ở các pay per views của TNA là do ban lãnh đạo của TNA tin rằng anh và Dinero không kết nối được với fans trong vai phản diện, gần đây đã chống lại Raven và thay vào đó lập nhóm phản diện được quản lý bởi James Mitchell. Ban lãnh đạo đã quyết định rằng nhóm phản diện này làm việc không dứt khoát nên đã cho storyline bị hoãn vô thời hạn, và vì vậy không có việc gì cho Punk hoặc Dinero. Punk chính thức rời TNA vào tháng 3 - 2004 trong vụ tai tiếng Rob Feinstein, sau khi có bất đồng với ban lãnh đạo của TNA về khả năng thi đấu của anh ở ROH sau 1 yêu cầu của TNA là đô vật dưới hợp đồng của họ thì không được đấu cho ROH.
Ở ROH, Punk đấu với ROH World Champion Samoa Joe để tranh đai trong 1 serie 3 trận đấu. Trận đầu tiên, vào ngày 12 tháng 6 năm 2004 tại World Title Classic ở Dayton, Ohio, có kết quả hòa sau 60-phút giới hạn mà cả Punk và Joe đều không pin được đối thủ hoặc khiến đối thủ chịu thua. Trận thứ 2 giữa Punk và Joe được lên kế hoạch diễn ra vào ngày 4 tháng 12 năm 2004; tuy nhiên, do Steve Corino bị đẩy khỏi một trận đấu với Joe bởi Pro Wrestling ZERO-ONE, trận thứ 2 phải dời về ngày 11 tháng 10 năm 2004 để chiếu ngày 16 tháng 10 tại quê nhà Chicago của Punk. Trong Joe vs. Punk II vào ngày 16 tháng 10,họ lại hòa sau 60 phút giới hạn. Ngoài việc trận Joe vs. Punk II trở thành DVD bán chạy nhất của Ring of Honor vào lúc đó, trận đấu đã được đánh giá 5 sao bởi Wrestling Observer Newsletter của Dave Meltzer. Đó là trận đấu đầu tiên ở Bắc Mỹ nhận được 5 sao trong suốt 7 năm—trận cuối cùng trước đó là Hell in a Cell giữa Shawn Michaels và The Undertaker tại Badd Blood 1997. Joe kết thúc với việc đánh bại Punk trong trận thứ 2 và cũng là cuối cùng vào ngày 4 tháng 12 năm 2004 tại All-Star Extravaganza 2 khi không có giới hạn thời gian. Vào tháng 6 - 2005, Punk chấp nhận một thỏa thuận với World Wrestling Entertainment, sau 1 trận thử việc với Val Venis tại show Sunday Night HEAT của công ti. Mặc dù đã chấp nhận thỏa thuận, Punk đã đánh bại Austin Aries với tuyệt chiêu Pepsi Plunge để giành ROH World Championship vào ngày 18 tháng 6 năm 2005 tại Death Before Dishonor III. Ngay sau trận đấu, Punk trở thành 1 nhân vật phản diện và bắt đầu 1 storyline mà anh dọa sẽ mang ROH World Championship sang WWE cùng với anh. Trong nhiều tuần, Punk đi chọc phá trong phòng thay đồ của ROH và các ROH fans cũng như chế giễu chức vô địch mà anh đang sở hữu, còn đi xa hơn khi ký hợp đồng của WWE với anh lên trên nó. Trong storyline này, Mick Foley đã xuất hiện ở ROH vài lần, cố gắng thuyết phục Punk làm điều đúng và bảo vệ chức vô địch. Vào ngày 12 tháng 8 năm 2005 ở Dayton, Ohio, Punk để mất ROH World Championship vào tay James Gibson trong 1 trận four corner elimination match bao gồm anh, Gibson, Samoa Joe và Christopher Daniels, người mới trở lại sau 1 năm rưỡi vắng mặt. Gibson đã phản chiêu Punk's Pepsi Plunge thành 1 cú Super Tiger Bomb. Trận cuối cùng của Punk tại Ring of Honor diễn ra tại Punk: The Final Chapter vào ngày 13 tháng 8 năm 2005 với người bạn thân Colt Cabana trong 1 trận 2 out of 3 falls match, mà anh đã thua.Trong trận đấu cuối cùng này, Punk đã khóc và được bao phủ với băng rôn trong khi quỳ trên võ đài. Punk có sự xuất hiện đặc biệt tại ROH show Unscripted II vào ngày 11 tháng 2 năm 2006, để đấu thay cho Low Ki rời ROH một tuần trước. Ngoài ra hầu hết ROH roster dưới hợp đồng với TNA đều bị đẩy khỏi show một cơn bão tuyết khiến ban lãnh đạo TNA nghĩ rằng sẽ khiến các đô vật không tham gia được kì pay-per-view vào ngày kế tiếp. Trong trận main event, Punk cùng với Bryan Danielson đã thi đấu chung và đánh bại nhóm của Jimmy Rave và Adam Pearce trong 1 trận tag team match.

## World Wrestling Entertainment

### Ohio Valley Wrestling (2005–2006)
Vào năm 2005, Punk được gửi tới Ohio Valley Wrestling (OVW), một chi nhánh phát triển của WWE. Vào ngày 26 tháng 9 năm 2005 trong lần ra mắt trên truyền hình ở OVW, Punk đã bị thủng màng nhĩ và vỡ mũi sau khi Danny Inferno đánh anh quá mạnh tay. Dù chấn thương, Punk vẫn kết thúc trận đấu và nhanh chóng hồi phục.
Vào ngày 9 tháng 11, 2005, Punk trở thành OVW Television Champion sau khi đánh bại Ken Doane. Điều này ngay lập tức dẫn tới mối thù giữa Punk và Brent Albright, trước đó đã thù với Doane để tranh television championship và đã mất cơ hội đấu với Doane sau khi bị Punk dùng ghế đập để mình có thể đấu với Doane. Điều này dẫn tới hàng loạt trận đấu, bao gồm 1 trận đã kết thúc quá giờ khi Albright đã khiến Punk chịu thua bởi đòn cuối của Albright, the Crowbar, nhưng Punk vẫn được giữ chức vô địch, vì anh chưa đồng ý đấu thêm giờ.
Vào ngày 4 tháng 1 năm 2006, Punk mất đai OVW Television Championship trong 1 trận three way dance bao gồm anh, Albright và Doane. Doane đã bị chấn thương giữa trận đấu và được thay thế bằng Aaron "The Idol" Stevens. Punk đã chịu thua khi bị dính đòn Crowbar của Albright và đã bị loại, nhưng sau đó đã quay lại trận đấu để gây mất tập trung Albright và để Stevens có thể pin Albright và trở thành OVW Television Champion mới. Mối thù tiếp tục sau một khoảng thời gian ngắn khi Albright và Punk trở thành 1 nhóm tag team, nhưng họ lại trở thành đối thành đối thủ do Albright muốn sự tôn trọng của Punk, người không bao giờ cho anh điều đó, và thay vào đó liên tục tỏ ra vượt trội Albright. Điều đó tiếp tục trong nhiều tuần liền cho tới ngày 1 tháng 2 năm 2006 khi Albright trở thành 1 nhân vật phản diện trong 1 trận tag match, để cho Spirit Squad đập Punk và do đó cũng khiến Punk trở thành 1 face. Trong thời gian này, Punk có 1 sự xuất hiện nhỏ ở WrestleMania 22 vào ngày 2 tháng 4, 2006 trong vai một trong các gangsters lái chiếc xe ô tô thuộc thập niên 1930 ra võ đài trước khi John Cena đi ra.
Khi Matt Cappotelli bỏ trống đai OVW Heavyweight Championship vì một khối u ở não, 1 tournament đã được tổ chức để tìm ra nhà vô địch mới. Trận chung kết là Brent Albright vs CM Punk với Albright đánh bại Punk để trở thành nhà vô địch mới. Punk và Albright tiếp tục mối thù của họ, với Albright trở nên mất tự chủ hơn và hoang tưởng về việc giữ chức vô địch của mình sau vài trận suýt thua Punk, dẫn tới việc anh có những hành động như hăm dọa Maria. Vào ngày 3 tháng 5 năm 2006, Punk cuối cùng cũng đánh bại được Brent Albright trong 1 trận strap match để giành được OVW Heavyweight Championship. Khi là nhà vô địch, Punk đã bảo vệ đai thành công trước nhiều đối thủ như Shad Gaspard, Ken Kennedy, Johnny Jeter và Mike "The Miz" Mizanin.
Vào ngày 28 tháng 7, 2006, Punk và Seth Skyfire đã đánh bại Shad Gaspard và the Neighborhoodie để giành OVW Southern Tag Team Championship tại 1 house show. Với chiến thắng này, Punk đã trở thành đô vật OVW thứ 2 từng giành cả ba chức vô địch của tổ chức, sau Brent Albright, và cùng với Skyfire là những người đầu tiên cùng giữ 2 đai cùng lúc. Họ mất đai Tag Team Championship vào ngày 2 tháng 8, 2006 vào tay Deuce Shade và "Domino" Cliff Compton sau khi Skyfire đã kiệt sức lại tag vào Punk cũng đã kiệt sức.
Điều này dẫn tới mối thù giữa Punk và Skyfire sau 1 trận tái đấu để tranh Tag Team Championship vào ngày 7 tháng 8, 2006 khi đang khỏe mạnh thì Punk cố tình tag vào Skyfire đã kiệt sức khiến anh bị đập bởi Shade và Compton. Vào ngày 30 tháng 8 năm 2006, 1 trận đấu dự kiến sẽ diễn ra giữa Punk và Skyfire để tranh đai OVW Heavyweight Championship. Tuy nhiên trước trận đấu, Skyfire đã bị tấn công bởi Charles "The Hammer" Evans, người Skyfire cũng đang thù, và đã được thay thế trong trận đấu bởi Chet Jablonski (Chet the Jet),người mà sau đó đã pin Punk để giành OVW Heavyweight Championship. Do Punk không còn sở hữu chức vô địch nữa, OVW không còn cần tới anh. Anh đã được rời khỏi roster và được đưa lên WWE roster. Anh vẫn lâu lâu xuất hiện cho công ty, như là tại chương trình thứ 400 của OVW trên truyền hìnhcho tới khi WWE tuyên bố rằng họ đã kết thúc thỏa thuận chi nhánh phát triển với OVW.

### ECW (2006–2008)

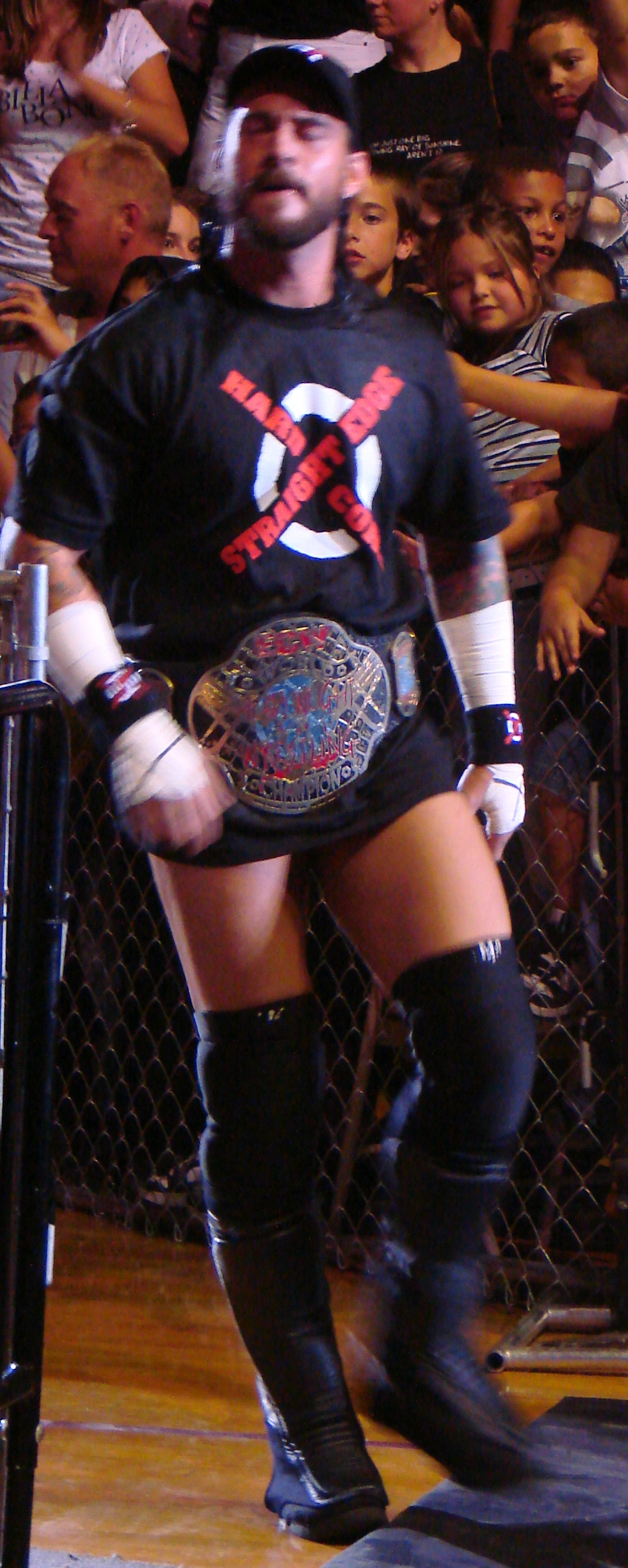
CM Punk với tư cách là ECW Champion

Vào ngày 24 tháng 6, 2006, Punk xuất hiện lần đầu tại ECW trong 1 house show ở ECW Arena cũ, và đã đánh bại Stevie Richards. Anh có sự xuất hiện trên TV, kênh SciFi lần đầu ở ECW vào ngày 4 tháng 7, nói một đoạn ngắn về lối sống straight edge của mình và nhấn mạnh tính kỉ luật của việc là một người không sử dụng thuốc và chất có cồn. Mặc dù anh vẫn giữ lại phong cách straight edge của mình, thì bây giờ anh có thêm lý lịch từng được huấn luyện môn Muay Thái. Punk có trận đấu ra mắt trên TV ở ECW vào ngày 1 tháng 8, 2006 tại Hammerstein Ballroom, và đánh bại Justin Credible. CM Punk đã khẳng định được mình ở ECW bằng việc bất bại liên tục, đánh bại các đối thủ như là Christopher W. Anderson, Stevie Richards và Shannon Moore. Không lâu sau đó, Punk bắt đầu mối thù với Mike Knox sau khi bạn gái của Knox, Kelly Kelly, có cảm tình với Punk.
Punk đã đánh bại Mike Knox trong trận đấu đơn đầu tiên của họ (đồng thời vượt qua vòng loại vào tham gia trận Elimination Chamber tại December to Dismember) cũng như là trận tái đấu, mà sau đó Kelly Kelly đã ăn mừng chiến thắng của CM Punk trước bạn trai của cô. Punk sau đó cùng nhóm với D-Generation X và The Hardy Boyz đấu tại trận Survivor Series Elimination Match với nhóm của Rated-RKO, Knox, Johnny Nitro và Gregory Helms, trong 1 trận mà không có thành viên nào của DX bị loại. Tại December to Dismember, Punk tham gia trong trận Elimination Chamber để tranh đai ECW World Championship; tuy nhiên anh lại là người đầu tiên bị loại.
Sau đó, Punk bắt đầu thù với Hardcore Holly, người đã kết thúc chuỗi bất bại trong các trận đấu đơn trong 6 tháng liền của Punk vào ngày 9 tháng 1 năm 2007. Punk tiếp tục thù với Matt Striker, người đã khiến anh thua trận thứ 2 ở ECW vào ngày 30 tháng 9. Sau đó, Punk đã vượt qua vòng loại tham gia trận Money in the Bank ladder match tại WrestleMania 23 với việc đánh bại Johnny Nitro, trở thành thành viên duy nhất trong ECW roster vượt qua vòng loại. Trong tuần cuối cùng trước khi tới WrestleMania 23, Punk xuất hiện ở cả Raw và SmackDown!, đánh bại Kenny Dykstra và cựu World Heavyweight Champion King Booker. Tại WrestleMania 23, Punk đã thi đấu nhưng không thể thắng trận Money in the Bank ladder match, bị thang đập ngã xuống dưới bởi người chiến thắng ngay sau đó, Mr. Kennedy, giành lấy chiếc vali.
Trong ECW vào ngày 10 tháng 4 trên kênh Sci-Fi, Punk chính thức gia nhập nhóm New Breed, sau vài tuần mà cả New Breed và the ECW Originals đều cố gắng tuyển anh vào nhóm. Tuy nhiên 2 tuần sau đó, Punk đã phản bội New Breed trong 1 trận 4-on-4 elimination match giữa New Breed và ECW Originals bằng việc đá vào gáy của trưởng nhóm New Breed là Elijah Burke khiến họ thất bại. Sau trận đấu, Punk tiếp tục tung đòn cuối Go To Sleep vào Burke trước khi rời võ đài một mình. WWE.com sau đó xác nhận rằng Punk không còn là thành viên của New Breed nữa. Tại Judgment Day, Punk đã đánh bại Elijah Burke trong trận đấu đơn đầu tiên ở pay-per-view của anh. Sau đó tại One Night Stand, nhóm của Punk, Tommy Dreamer và The Sandman đã đánh bại New Breed trong 1 trận Tables match. Vì ECW World Champion Bobby Lashley bị draft qua Raw, đai ECW World Championship được tuyên bố bị bỏ trống, và 1 tournament nhỏ đã được tổ chức để xác định nhà vô địch mới giữa Punk, Elijah Burke, Marcus Cor Von và Chris Benoit mới được draft sang. Punk đã đánh bại Marcus Cor Von vào ngày 19 tháng 6 ở ECW trên Sci-Fi. Với việc này, CM Punk sẽ gặp Chris Benoit tại Vengeance để tranh đai ECW World Championship đang bị bỏ trống, Benoit đã bị thay thế gấp bởi Johnny Nitro khi Benoit không có mặt tại show do "lý do riêng". Nitro sau đó đã đánh bại Punk tại Vengeance để giành đai ECW Championship. Punk giành được quyền tranh đai lại tại The Great American Bash với Johnny Nitro, lúc đó đã đổi tên thành John Morrison; tuy nhiên, Punk lại bị đánh bại bởi Morrison. Tuần sau đó, Punk thách đấu Elijah Burke và Tommy Dreamer trong 1 trận triple threat match để xác định đối thủ mới trong 15 Minutes of Fame Challenge của John Morrison ở Youngstown, Ohio, mà Punk đã chiến thắng. 1 tuần sau đó, Punk đã đánh bại Morrison với đòn Go To Sleep để giành quyền tranh đai ECW Championship tại SummerSlam. Tuy nhiên tại SummerSlam, Punk đã thua trận do Morrison sử dụng dây đài trong khi pin.
Trong thu hình ECW vào ngày 1 tháng 9, 2007 (chiếu ngày 4 tháng 9) ở Cincinnati, Ohio, trong 1 trận tranh đai cũng là cơ hội cuối cùng của Punk, Punk đã đánh bại John Morrison để giành được ECW Championship. Punk sai đó tiếp tục bảo vệ đai thành công trước các đối thủ như Elijah Burke (tại Unforgiven),Big Daddy V bằng DQ (tại No Mercy) và The Miz (tại Cyber Sunday).Vào ngày 6 tháng 11, 2007 trong ECW, Punk tiếp tục bảo vệ đai thành công ECW Championship trước John Morrison sau sự can thiệp của The Miz. Tại Survivor Series, Punk tiếp tục giữa đai sau 1 trận Triple Threat match, với việc đánh bại The Miz và John Morrison. Tuy nhiên vào ngày 22 tháng 10 năm 2008 trong ECW, Chavo Guerrero đã đánh bại CM Punk trong 1 trận No Disqualification để giành lấy ECW Championship sau sự can thiệp của Edge.
Tại WrestleMania XXIV, Punk đã thắng trận Money in the Bank ladder match, đánh bại Chris Jericho, MVP, Shelton Benjamin, John Morrison, Mr. Kennedy và Carlito. Trong chương trình RAW đặc biệt dài 3 giờ vào ngày 21 tháng 4, 2008, Punk tham gia vào 2008 King of the Ring tournament và tiến được tới trận chung kết, sau khi đánh bại Matt Hardy và Chris Jericho nhưng đã thua William Regal trong trận chung kết.

### Raw (2008–2009)

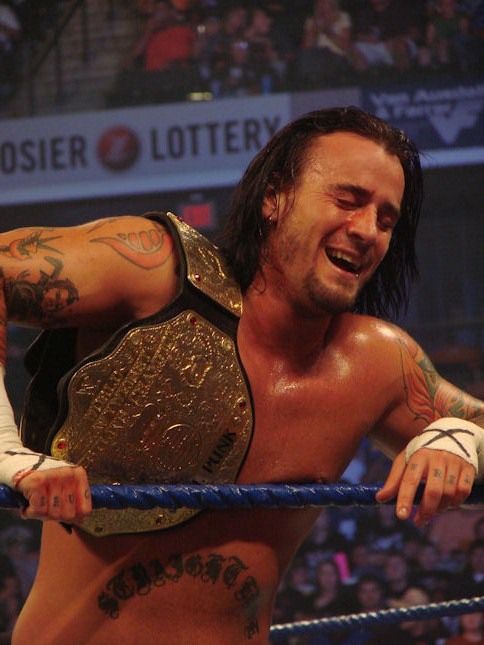
CM Punk với tư cách là World Heavyweight Champion

Trong show RAW ngày 23 tháng 6 năm 2008, CM Punk được draft sang Raw trong WWE Draft 2008. Vào tuần sau đó, Punk đã dùng hợp đồng Money in the Bank của mình để giành World Heavyweight Championship từ Edge, sau khi Edge đã bị đánh xỉu bởi Batista. Punk sau đó đã bảo vệ đai thành công trước John "Bradshaw" Layfield trong trận main event của show.
Punk tiếp tục giữ và bảo vệ đai cho tới Unforgiven vào ngày 7 tháng 9, 2008. Trước trận Championship Scramble match, Punk đã bị tấn công bởi Cody Rhodes, Ted DiBiase, Manu và Randy Orton. Orton kết thúc cuộc công kích bằng 1 cú sút (punt) vào ngay đầu Punk. Sau đó vì Punk không thể thi đấu trong trận đấu bảo vệ đai, anh buộc phải vô tình bỏ đai. Thay thế chỗ của Punk là Chris Jericho, người sau đó đã thắng trận và giành đai. Anh có trận tái đấu 8 ngày sau trong show RAW vào ngày 15 tháng 9 ở show Raw, nhưng anh đã thất bại trong việc giành lại đai trước Jericho. Vào ngày 27 tháng 10, 2008 trong Raw, Punk và Kofi Kingston đã đánh bại Cody Rhodes và Ted DiBiase để giành đai World Tag Team Championship. Bộ đôi này là thành viên của Team Batista tại Survivor Series và đã để thua Team Orton. Punk sau đó tham gia vào Intercontinental Championship Tournament, mà anh đã đánh bại Snitsky và John Morrison trong 2 vòng đầu.
Punk và Kingston để mất World Tag Team Championship vào tay John Morrison và The Miz tại 1 live event vào ngày 13 tháng 12, 2008. Ngày hôm sau Punk đã đánh bại Rey Mysterio ở Armageddon để thắng tournament. Ngày 5 tháng 1 năm 2009 trong show Raw, Punk đã tranh đai với William Regal, và trận đấu kết thúc bởi disqualification khi Regal túm áo trọng tài. Do đó Stephanie McMahon đã trao cho Punk 1 trận tái đấu vào tuần sau đó, nhưng lần này anh lại bị disqualified. McMahon lại tặng cho anh 1 trận đấu khác và lần này là No Disqualification match vào ngày 19 tháng 1 trong Raw, và Punk đã thắng và giành đai. Với chiến thắng này anh đã trở thành Triple Crown Champion thứ 19 trong lịch sử. Punk mất đai vào ngày 9 tháng 3 trong Raw vào tay John "Bradshaw" Layfield. Tại WrestleMania XXV, Punk đã thắng Money in the Bank ladder match, trở thành người đầu tiên thắng 2 lần.

### SmackDown! (2009-2010)

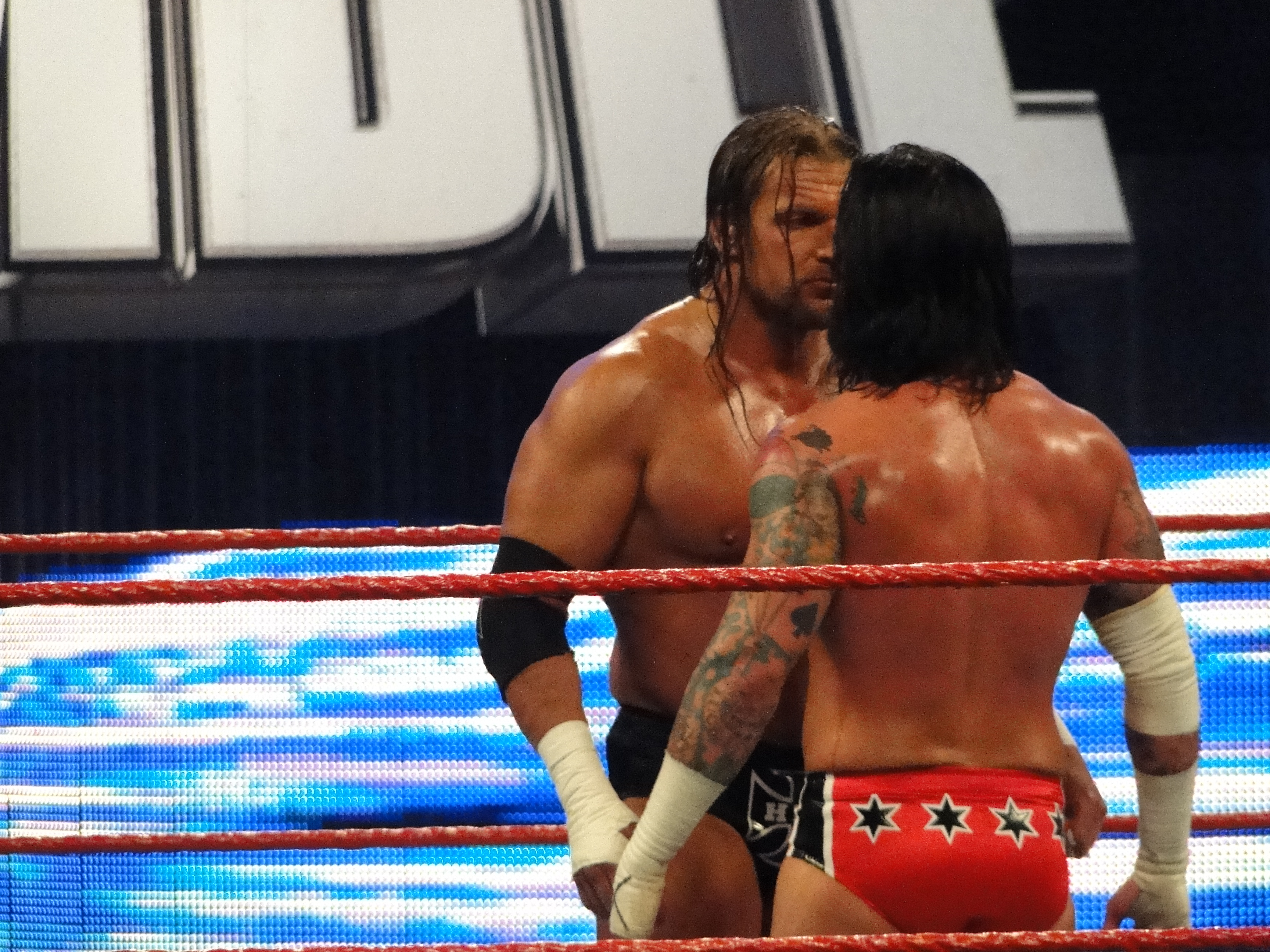
Punk và Triple H trong trận Royal Rumble.

Ngày 13 tháng 4, 2009 trong 2009 WWE Draft, Punk đã bị draft từ Raw sang SmackDown. Vào thời điểm trước kì draft, Punk đang thù với Umaga về việc Umaga liên tục bất ngờ tấn công Punk mỗi khi anh định dùng hợp đồng Money in the Bank. Điều này đã dẫn tới 1 trận đấu giữa anh và Umaga tại Judgment Day 2009, kết quả là Punk thua. Nhưng ở trận Samoan strap match tại Extreme Rules 2009 thì Punk đã thắng. Cũng trong Extreme Rules 2009, Punk đã dùng hợp đồng Money in the Bank và đánh bại Jeff Hardy, người mới chỉ giành được đai 1 phút trước từ tay Edge, để lần thứ 2 giành World Heavyweight Championship. Punk đã bảo vệ đai thành công trong 1 trận Triple Threat match trước Edge và Jeff Hardy tại show Raw
Tại The Bash ở Sacramento, California, Punk thua Jeff Hardy do disqualification sau khi giả vờ bị đau mắt và đá vào lưng trọng tài, dĩ nhiên CM Punk vẫn tiếp tục giữ World Heavyweight Championship. 
Sau The Bash, CM Punk đã thua Jeff Hardy và mất chức vô địch tại Night of Champions 2009. Và Punk đã giành đai World Heavyweight championship từ Jeff Hardy sau trận TLC Match ở SummerSlam 2009, đồng thời anh đã thắng luôn trận rematch giữa anh và Jeff Hardy (Steel Cage match) tại SmackDown sau SummerSlam 5 ngày, và bắt Jeff phải rời WWE một thời gian. Vì thế nên CM Punk đã giành giải Slammy "Shocker of the Year" của năm 2009. Punk mất đai vào tay của The Undertaker ở Hell In A Cell 2009. Sau đó, anh bắt đầu thành lập nên nhóm Straight Edge Society gồm anh, Luke Gallows và Serena. Và trong ROYAL RUMBLE 2010 anh đã tham gia và cũng đã bị loại. Vào ngày 16 tháng 2 năm 2010, trong chương trình cuối cùng của ECW, CM Punk được thông báo sẽ có mặt trong WWE NXT và hướng dẫn Darren Young thi đấu. Trong show đó, Punk nói:" Tôi không hiểu tại sao mình đang ở đây, mình không biết Darren Young là ai, và tại sao phải hướng dẫn Darren Young thi đấu. Trong thời gian đó, anh đã thù với Rey Mysterio, và 2 người có 1 trận đấu tại Wrestlemania 26, và điều kiện được đặt ra là: nếu Rey Mysterio thua, anh ta sẽ phải gia nhập nhóm Straight Edge Society của CM Punk. Nhưng điều đó đã không xảy ra ở Wrestlemania, khi anh đã thua Rey Mysterio do dính chiêu "619" của anh ta. Tại Over The Limit 2010, CM Punk và Rey Mysterio sẽ có thêm 1 trận đấu. Nếu Punk thua, anh sẽ bị cạo đầu. Nếu Rey thua, Rey sẽ phải gia nhập Straight Edge Society. Và kết quả là Punk đã thua, điều đó tương đương với việc Punk bị cạo đầu. Tại show Smackdown kế đó anh đã gây bất ngờ với khán giả khi xuất hiện với 1 chiếc mặt nạ và vẫn tiếp tục thi đấu.
Tại các show Smackdown tiếp theo, anh bị Kane tấn công vì cho rằng anh đã hại Undertaker, đỉnh điểm là tại Fatal 4 way, Kane xuất hiện với cái quan tài và tấn công anh, khiến anh phải bỏ chạy trong khi gần thắng được Jack Swagger, sau này nhờ Selena chiếu đoạn phim vào ngày Undertaker bị thương, anh đang ở quán rượu, nên Kane mới thôi tấn công anh, nhưng vẫn khiến anh bị chấn thương ở tay và nghỉ thi đấu một thời gian. Trong show Smackdown sau kì Money in the Bank, anh chế giễu Big Show rằng Big show quá nặng không thể leo thang nổi, khiến Big show nổi điên và lột mặt nạ anh ra. Và đối thủ của anh tại SummerSlam 2010 là Big Show và kết quả là CM punk đã thua. Kết quả này vẫn tiếp tục tại Night of Champions

### Raw (2010-2014)
Sau đó anh chuyển qua RAW và là một thành viên của Raw trong Bragging Rights 2010 khi đánh thắng Evan Bourne. Anh đã làm bình luận viên trog các show RAW kế tiếp. Nhưng trog show Raw gần đây, sau khi John Cena hạ gục Intercontinental Champion Dolph Ziggler (không tranh đai). Anh xuất hiện và tấn công Cena bằng 1 chiếc ghế. Và cũng tình huống này anh lại tấn công Cena khi Cena thắng Dolph ZiggLer vs Vickie Guerrero trong trận Handicap Match tại show SmackDown...
Cho tới ngày 20 tháng 6 năm 2011 tại show của Raw, một phiên bản Power to the People, CM Punk thắng Triple threat match để xác định #1 Contender cho WWE Championship trong đó bao gồm Alberto del Rio và Rey Mysterio. Sau đêm đó, Punk đã tiết lộ rằng hợp đồng WWE của anh hết hạn vào Money in the Bank nơi mà ngày chính xác mà anh sẽ phải đối mặt với John Cena cho WWE Championship, có nghĩa là nếu anh thắng, không chỉ anh sẽ rời khỏi New Nexus và WWE hoàn toàn, anh cũng sẽ buộc công ty để bỏ danh hiệu. Ngoài ra, Mason Ryan được bình chọn để đối mặt với Evan Bourne trong một trận đấu Single và chiến thắng, nhưng sau đó đã được tiết lộ là một trục trặc trong quá trình bỏ phiếu, Sin Cara mới là người chiến thắng thực sự trong cuộc bỏ phiếu. Tuần sau, Ryan đã được thông báo rằng anh bị một chấn thương cuối tuần qua. Dưới sự giúp đỡ của John Cena, nên Punk được đấu vs John Cena tại Money In The Bank (2011) nhưng nếu Cena thua thì Cena sẽ bị đuổi việc ngay lập tức. Và tại Money In The Bank, CM Punk đã hạ gục Cena và giành đai vô địch WWE, Mr. Mcmahon gọi Del Rio ra võ đài để cash-in giành lại đai vô địch cho WWE thì CM Punk đã đá rất mạnh vào hạ gục Del Rio ngay trước khi trận đấu bắt đầu và CM Punk đã rời khỏi WWE với đai vô địch của mình. Theo những thông tin cho biết thì CM Punk đã ký hợp đồng 5 năm trị giá 7,5 triệu USD để tiếp tục làm việc cho WWE.Sau đó tại Night of Champion thì CM punk sẽ có một trận đánh với C.O.O của Raw đó là Tripel H.cm punk có trận đấu với wwe champion là alberto del rio anh thắng vì nhờ sử dụng anaconda vince đòn khóa tay của cm punk và anh giữ đai kỉ lục 431 ngày sau khi bị the rock lấy ở royal rumble.raw tiếp sau đó cm punk tuyên bố muốn có 1 trận đấu đai lại ở elimination champer.ở raw ngày 4/3/2013 cm punk có trận đấu với sheamus big show randy orton trong 1 trận fatal 4way người thắng cuộc sẽ gặp undertaker và anh đã thắng sau khi gts randy orton.raw 11/3/2013 khi kane và undertaker tưởng niệm paul bearer(đã chết vào ngày 5/3/2013) thì cm punk lên phá rối và ngay sau đó có trận dấu với kane,chuẩn bị sử dụng gts(tuyệt chiêu cuối) thì nhạc báo hiệu của undertaker ra,cm punk quay lại không thấy gì thì quay qua bị dính chiêu chokeslam của kane và bị trọng tài đếm 1.2.3 và kane thắng
Sau Royal Rumble 2014, có tin cho thấy rằng anh không đồng tình với cách làm việc của công ty WWE và đã quyết định xin nghỉ việc không lý do. Hiện nay show WWE đã cắt tất cả quảng cáo có mặt CM Punk. Tuy anh còn có tên trong danh sách Superstar, nhưng anh đã không quay lại. Và hiện tại anh đã cưới (cựu) WWE Diva AJ Lee.

### Nghỉ hưu lần đầu (2014)
"Tôi ốm và đau, ốm và mệt, kiệt sức, và tôi bước đi. Và, tôi có thể làm được điều đó bởi vì tôi là một nhà thầu độc lập".
Trong một cuộc phỏng vấn vào tháng 12 năm 2014, Punk giải thích lý do tại sao anh rời WWE vào đầu năm đó [251]
Punk đã không xuất hiện trong tập ngày 27 tháng 1 của Raw, cũng như không xuất hiện tại buổi ghi hình SmackDown hôm thứ Ba mặc dù đã được quảng cáo cho sự kiện này. Đến thứ Tư, WWE.com ngừng quảng cáo Punk cho các sự kiện trong tương lai. The Wrestling Observer báo cáo rằng vào thứ Hai và trước Raw, anh ta đã đi ra ngoài một cách hợp pháp sau khi nói với Vince McMahon và Triple H rằng anh ta sẽ "về nhà". [252] [253] Vào ngày 20 tháng 2 trong một cuộc gọi hội nghị với các nhà đầu tư, McMahon cho biết Punk đang "nghỉ phép". [254] Vào ngày 3 tháng 3 của Raw, WWE đã thừa nhận sự vắng mặt của Punk trên truyền hình khi chương trình bắt đầu với màn trình diễn nhạc đầu vào của Punk, chỉ dành cho người quản lý cũ Paul Heyman. [255] WWE đã tiến hành xóa Punk khỏi cảnh quay của các video quảng cáo của họ. [256] Điều này kéo dài cho đến nửa đầu tháng 7, WWE sử dụng cảnh quay của Punk để quảng bá Mạng WWE. [257] [258] Trong một cuộc phỏng vấn được công bố vào cuối tháng 5, Punk được hỏi cảm giác "được nghỉ hưu ở tuổi 35" và trả lời rằng "cảm giác rất tốt". [259] Vào ngày 15 tháng 7, WWE.com đã chuyển Punk từ danh sách hoạt động sang trang cựu sinh viên mà không đưa ra tuyên bố. Cùng ngày, Punk gửi lời cảm ơn đến người hâm mộ của mình mà không đề cập đến WWE. [260] Vào cuối tháng 7, Punk nói rằng anh ấy "sẽ không bao giờ" quay trở lại đấu vật. [261]
Khi Punk nói với bác sĩ rằng anh ta đã vật lộn với khối (nhiễm trùng tụ cầu) trên lưng trong ba tháng, Punk nói bác sĩ nói với anh ta: "Anh nên chết. Anh có thể đã chết".
Pro Wrestling Torch ghi lại cuộc phỏng vấn Punk được phát hành vào tháng 11 năm 2014 [262]
Trong một tập của podcast Nghệ thuật Đấu vật của Colt Cabana được phát hành vào tháng 11 năm 2014, Punk đã phá vỡ sự im lặng của mình về việc rời khỏi WWE. [263] Trong một cuộc phỏng vấn chi tiết, Punk nói rằng anh ấy đã bị đình chỉ trong hai tháng sau khi rời công ty vào tháng Giêng và sau khi việc đình chỉ kết thúc, không ai từ WWE liên lạc với anh ấy. Punk cũng kể rằng khi anh liên hệ với họ để đòi tiền bản quyền chưa được trả, anh đã bị giám đốc điều hành công ty cho đến khi anh được trao giấy chấm dứt hợp đồng và bị WWE sa thải vào ngày cưới của anh vào tháng 6 năm 2014. [264] Cách thức nổ súng là rơm cuối cùng cho Punk, tuyên bố rằng anh ta sẽ không bao giờ quay trở lại WWE và rằng sau một thỏa thuận hợp pháp với WWE sẽ không có mối quan hệ làm việc nào nữa giữa họ. Thỏa thuận bao gồm việc Punk cho phép WWE bán số hàng hóa còn lại của anh ấy. [262]
Punk cho rằng sức khỏe của mình là lý do chính khiến anh rời WWE, mô tả rằng trong những tháng cuối cùng ở công ty, anh đã phải trải qua một đợt nhiễm trùng MRSA không được điều trị và có khả năng gây tử vong (sau này Punk thừa nhận trên quan điểm nhân chứng rằng không có bác sĩ nào chẩn đoán anh mắc bệnh nhiễm trùng tụ cầu MRSA), [265] gãy xương sườn, chấn thương đầu gối và nhiều lần chấn động, bao gồm cả một lần tại Royal Rumble 2014, cũng như mất cảm giác thèm ăn và khả năng ngủ ngon. Punk cảm thấy WWE đang gây áp lực và thúc giục anh ta vật lộn trước khi anh ta hoàn toàn bình phục. Theo Punk, anh đã tìm thấy một khối u trên lưng vào tháng 11 năm 2013 và nó được bác sĩ Chris Amann chẩn đoán là u mỡ, người đã từ chối loại bỏ nó bất chấp yêu cầu của Punk. Một tuần sau khi Punk rời WWE, vợ anh ấy là April Mendez thuyết phục anh ấy đi kiểm tra khối u bởi bác sĩ của cô ấy. Bác sĩ nói với Punk rằng anh ta có thể đã chết do phớt lờ nó trong một thời gian dài. Punk đã yêu cầu bác sĩ sơ tán vết nhiễm trùng, mô tả đó là cơn đau tồi tệ nhất trong cuộc đời anh, nhưng nói rằng một khi nó được điều trị và anh ta dùng thuốc mạnh hơn, anh ta có thể ngủ ngon hơn so với những tháng trước. [264]
Các nguồn khác của sự không vui mà Punk gặp phải với WWE là việc anh ấy không thể tham gia sự kiện chính của WrestleMania (kết quả là toàn bộ sự nghiệp của anh ấy là một thất bại), [264] được trả lương thấp hơn các đô vật khác trong ba trận đấu lớn nhất của WrestleMania 29, làm ủng hộ Vince McMahon và không được trả ơn, bị "bóp nghẹt sáng tạo", cảm thấy rằng không có kế hoạch dài hạn cho các đô vật khác ngoài John Cena, cũng như nhận được ít tiền hơn và không nhận được câu trả lời về sự ra đời của WWE Mạng lưới sẽ ảnh hưởng đến lương của các đô vật. [264] Cuối cùng, Punk mô tả rằng đã ra đi với "niềm đam mê không" đối với đấu vật [262] và tự nhận mình vào thời điểm phỏng vấn là hạnh phúc nhất trong nhiều năm. [264]
Chưa đầy một tuần sau, trong khi được phỏng vấn trên The Steve Austin Show trên Mạng WWE, Vince McMahon đã xin lỗi Punk về cách thức chấm dứt hợp đồng, điều mà anh coi là trùng hợp do thiếu liên lạc trong tổ chức. McMahon nói rằng anh ấy sẵn sàng làm việc với Punk một lần nữa. [266] Trong podcast Art of Wrestling thứ hai, Punk đã từ chối lời xin lỗi của McMahon là thiếu chân thành và "đóng thế công khai" vì McMahon không liên lạc trực tiếp với anh ta để xin lỗi và có thể đã xin lỗi sớm hơn. [251]

### Xuất hiện sau khi giải nghệ (2015–2020)
Lần đầu tiên anh xuất hiện trong một trận đấu vật, sau khi anh rời WWE, là tại một chương trình Đấu vật tự do vào ngày 4 tháng 12 năm 2015, có tiêu đề "Raw Power." Anh ta sẽ quản lý Kikutaro trong trận đấu với Darin Corbin và Dick Justice. Punk mặc một chiếc áo choàng và ném xung quanh muối trước khi trận đấu diễn ra. Các bình luận viên gọi anh ấy là "người cố vấn vô danh" của Kikutaro, và Punk không tham gia vào trận đấu. [267]
Vào ngày 19 tháng 4 năm 2019, Punk xuất hiện trong bộ dạng che mặt tại một sự kiện được tổ chức bởi chương trình quảng bá độc lập MKE Wrestling, nơi anh đã giúp Ace Steel thắng một trận đấu bằng cách tấn công đối thủ của mình bằng GTS. Mặc dù nó được chủ sở hữu quảng cáo Silas Young ngụ ý là Punk, nhưng không có gì được xác nhận bởi Punk. [268]
Vào ngày 12 tháng 11, Punk đã xuất hiện bất ngờ trên Fox Sports 1 series WWE Backstage. Sau đó, ông tham gia chương trình với tư cách là một nhà phân tích và đóng góp đặc biệt. [269] Punk chấp nhận công việc này vì anh ấy sẽ ký hợp đồng với Fox thay vì trực tiếp với WWE, và hy vọng nó sẽ giúp anh ấy tìm đường trở lại với công việc kinh doanh đấu vật. Về sự trở lại trong vòng, ông không quan tâm nhưng cũng không phản đối ý tưởng này, ông lưu ý rằng đó là "một cây cầu sẽ phải được xây dựng". [270] Việc sản xuất WWE Backstage đã bị tạm dừng do đại dịch COVID-19 và sau đó bị Fox đình chỉ vào tháng 6 năm 2020. [271]

### All Elite Wrestling (2021 – nay)
Vào ngày 20 tháng 8 năm 2021, Punk xuất hiện lần đầu tiên cho All Elite Wrestling (AEW) tại sự kiện The First Dance trên Rampage, thách đấu với Darby Allin trong một trận đấu tại sự kiện All Out pay-per-view. Điều này đánh dấu sự trở lại đấu vật chuyên nghiệp của Punk sau 7 năm giải nghệ. [272] Anh ấy đã thắng trận đấu với Allin tại All Out vào ngày 5 tháng 9. [273]

## The Nexus
Show Raw ngày 12/27/2010, anh đã gia nhập The Nexus và là người thay thế Wade Barrett cầm đầu The Nexus. Trong show Raw ngày 3 tháng 1 năm 2011, anh và Wade Barrett đã có cuộc nói chuyện về việc cầm đầu The Nexus, và Michael Cole đã tổ chức trận No. 1 Contender's Triple Threat Steel Cage Match để chọn ra đối thủ số 1 cho chức vô địch WWE Championship giữa King of the ring 2010 Sheamus, Randy orton và Wade Barrett. Punk đã ra điều kiện: nếu Wade Barrett thắng thì Wade Barrett vẫn sẽ được cầm đầu The Nexus còn nếu anh thua thì đồng nghĩa với việc Wade Barrett sẽ rời khỏi The Nexus. Trận đấu diễn ra rất căng thẳng, thì Wade Barrett đã làm chủ trận đấu và đang leo ra khỏi lồng thì CM Punk xuất hiện, lúc đầu anh ra vẻ như là muốn giúp Wade Barrett nhưng không, Punk đã trở mặt, xé chiếc băng trên tay của Wade Barrett (chiếc băng The Nexus) và đạp anh ta xuống dưới. Kết quả là Randy Orton thắng. Như đã thỏa thuận thì Wade Barrett đã bị trục xuất và CM Punk tiếp tục cầm đầu The Nexus.

## Phong cách
Punk đã lấy lối sống "straight edge" mà mình tuân theo để làm phong cách Đô vật chuyên nghiệp của mình, nhưng phong cách này sử dụng nhiều yếu tố của tính cách của Punk và quan niệm về straight edge còn tuỳ thuộc vào nhân vật của anh. Khi là face, thì phong cách này sẽ là nhân cách bình thường của Punk, khinh thường những anh sử dụng rượu cồn, hút thuốc, sử dụng thuốc kích thích hoặc có những hành vi tình dục bừa bãi, nhưng nhấn mạnh tính kỉ luật xã hội. Ngược lại, nhân cách phản diện của anh thì là một người dứt khoát, luôn tin là mình giỏi hơn, chỉ vì anh là người "straight edge". Dù là nhân cách nào, Punk cũng thực hiện biểu tượng straight edge bằng cách bắt chéo tay trước ngực thành hình chữ X trong khi viết chữ X lên phía sau mỗi bàn tay, thường vẽ trên băng keo cuốn trên tay của anh.
Có nhiều câu hỏi về nhân vật của Punk, và các fans thường hỏi về chữ CM. Ban đầu thì từ CM là viết tắt của "Chick Magnet", tên của tag team khi anh còn là một đô vật hàng sân sau. Tuy nhiên Punk sau đó nói rằng CM không có nghĩa là gì hết. Tuy Punk đã nói rằng bây giờ CM không có nghĩa là gì hết, khi được hỏi, anh đã bịa ra những nghĩa phù hợp với các chữ cái viết tắt, với nhiều câu chuyện tưởng tượng ra mà thực sự không giống với câu chuyện thực tế ban đầu. Punk đã nói CM có nghĩa là viết tắt của "Cookie Monster", "Cookie Master", "Crooked Moonsault", "Chuck Mosley", "Charles Montgomery", "Charles Manson" và "Chicago Made".
Như là một phần không thể thiếu trong phong cách của Punk chính là những hình xăm trang trí trên người anh, một vài trong số đó đã trở thành những biểu tượng gắn liền với Punk. Tất cả những hình xăm này do số lượng lớn và nhiều loại khác nhau, cũng trở thành những đặc điểm nhận ra Punk.Trong số đó những hình xăm có liên quan tới nhân vật của Punk và đã thành biểu tượng gồm:
1 hình logo của Pepsi trên vai trái của anh lấy ý tưởng từ 2 trong số những tuyệt chiêu của anh. Nó cũng đã trở thành biểu tượng của riêng Punk, và anh thường mặc đồ có logo này ngày xưa, cũng như là video entrance của anh trên TitanTron. Anh có hình xăm này như một trò đùa, vì nhiều nam sinh ở trường của anh đã xăm hình logo các hãng bia lên cơ thể của họ. Punk, một người thích uống Pepsi, đã chọn xăm hình Pepsi để thể hiện niềm tin vào lối sống straight edge không rượu bia. Hình xăm đó cũng là để gợi tới tay ghi ta cũ của nhóm Minor Threat - Brian Baker, người có hình xăm logo của Coca-Cola và giải thích bằng việc nói "tôi thích Coca-Cola". Khi mọi người hỏi về hình xăm Pepsi của Punk, anh cũng thường trả lời là "tôi thích Pepsi".
Dòng chữ "Straight Edge" được xăm trên bụng của Punk. Đây là một trong những hình xăm cũ nhất của anh, và anh gọi nó là nhận dạng của anh. 1 hình xăm dài trên cánh tay trái của anh là dòng chữ "luck is for losers", 1 câu nói thường dùng trên những chiếc áo của CM Punk ở ECW, cùng với nhiều biểu tượng chúc may mắn, bao gồm 1 bàn chân thỏ, cỏ 4 lá và móng ngựa. Ngoài ra hình xăm còn có hình 4 lá xì để tỏ lòng tôn kính huấn luyện viên của anh là Ace Steel.
1 hình xăm ở phía sau bàn tay trái anh là dòng chữ "No gimmicks needed", để tưởng nhớ đô vật quá cố Chris Candido.
Nhân vật và phong cách của Punk đã bị nhái bởi tổ chức đấu vật CHIKARA với nhân vật CP Munk, một con sóc chuột "straight edge". Nhân vật này bao gồm những thứ gắn liền với Punk, như là băng quấn tay có chữ X, 1 logo của Pepsi trên vai trái của bộ đồ, và 1 phiên bản của bài nhạc nền của Punk khi còn đấu tự do là "Miseria Cantare - The Beginning", do nhóm AFI trình bày. Trên trang web của mình, Punk đã nói về nhân vật CP Munk, và những người phía sau nó:
" Tôi chia điều này ra 2 nửa bằng nhau. Có những ngày tôi rất bực mình vì nó, bởi vì điều đó thật thiếu tôn trọng. Tôi chắc rằng không có gì bí mật là những thằng điều hành Chikara và tôi không hợp nhau, vì thế họ muốn chế nhạo tôi. Còn những ngày khác thì tôi cười về nó bởi vì không có ai ở Chikara đủ trình độ để có người bắt chước họ "

## Cuộc sống đời thường

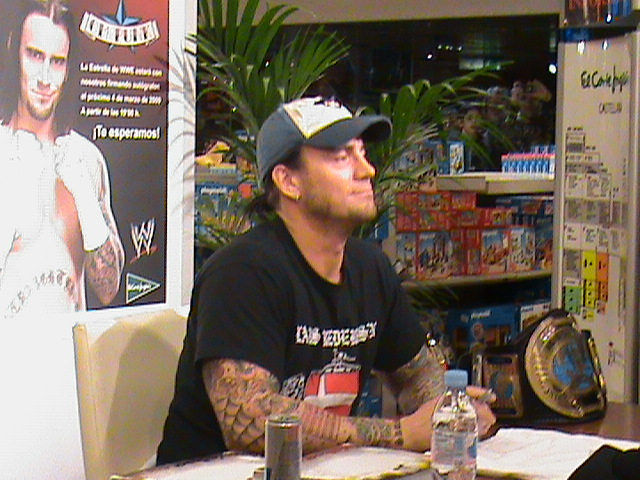
CM Punk trong buổi ký tặng các fan ở Madrid, Tây Ban Nha.

Phil Brooks được sinh ra ở Chicago, Illinois vào ngày 26 tháng 10, 1978 và được nuôi lớn bởi cha mẹ anh cùng với 2 em gái và một em trai tên là Mike. Mike cũng là 1 đô vật chuyên nghiệp dưới cái tên Mike Broox, tuy nhiên, Phil và Mike đã cãi nhau sau khi Mike sử dụng trái phép vài nghìn đô la của Lunatic Wrestling Federation. Phil lần đầu muốn theo đuổi sự nghiệp đấu vật chuyên nghiệp là khi xem Roddy Piper đập 1 quả dừa vào đầu Jimmy Snuka trong 1 chương trình Piper's Pit.
Trong khi theo dõi cha mình, từng là 1 người nghiện rượu nặng nhưng sau đó đã từ bỏ, và đọc thấy rằng tính nghiện rượu có thể di truyền, Brooks đã thề sẽ tránh xa sử dụng bia rượu để ngăn ngừa khả năng nó có thể xảy ra trong cuộc đời anh.Trong thời gian học trung học, Brooks khám phá ra dòng nhạc punk, nhất là ban nhạc Minor Threat, những người sáng tác nhạc về lối sống "straight edge". Sau khi học về văn hóa và quan niệm của nó và nhận ra rằng nó hợp với của mình, anh tuyên bố mình sẽ là 1 người "straight edge" và bắt đầu xác nhận triết lý của lối sống này.
Sau khi học xong trung học, Brooks rời khỏi căn nhà của gia đình và sống chung với đô vật chuyên nghiệp khác là Cathy Corino. Sau đó anh chuyển qua ở chung căn hộ với huấn luyện viên của anh là Chris Guy, nhưng từ đó, Brooks đã nhắc tới việc sống riêng ở Chicago. Brooks làm thêm một vài công việc khác để có thêm thu nhập cá nhân trong thời kì đầu mới bước vào đấu vật chuyên nghiệp, và lần cuối là một người kĩ sư cho Underwriters Laboratories tới khi bị sa thải do đạo đức kém và làm việc trái nội quy vào tháng 10 năm 2002.
Brooks từng có hai người bạn gái trong đời anh. Trong thời gian ở ROH, anh từng có quan hệ tình cảm với Shannon Spruill và Tracy Brookshaw. Sau khi gia nhập OVW, Brooks bắt đầu hẹn hò với Maria Kanellis, lúc đó đang làm người phỏng vấn ở OVW. Họ chia tay vào khoảng thời gian Brooks chuyển sang WWE và bắt đầu thi đấu ở ECW brand.

## Xuất hiện trên các chương trình khác
Brooks xuất hiện trong 1 tập Monster Garage vào ngày 16 tháng 2 năm 2004, "Box Truck Wrestling Car", biểu diễn 1 trận ngắn với Joe Seanoa (Samoa Joe).
Vào ngày 31 tháng 10, 2006, Brooks tham gia cùng The Atlantic Paranormal Society (TAPS) để thu hình chương trình đặc biệt trên kênh Sci Fi mang tựa đề Ghost Hunters Live, là 1 chương trình dài 6 giờ gọi là shARAD ROCKSow phát trực tiếp vào đêm Halloween từ khách sạn Stanley Hotel ở Estes Park, Colorado. Khi hỏi về cái gì mà anh có thể tìm thấy, Brooks lại khẳng định mình nghe thấy tiếng trẻ em cười rúc rích và tiếng bước chân trong khi không có trẻ em nào được mời tới khách sạn. 

## Những đòn thường dùng

### Ở WWE
- - Finishing moves
    - Anaconda Vise[2]
    - GTS – Go To Sleep (Fireman's carry dropped into a knee strike to the face)[2] – 2007–nay

  - Signature moves
    - Diving crossbody[6]
    - Double underhook backbreaker[8]
    - Jumping hammerlock twisted into a short–range lariat[6]
    - One–handed bulldog[9][10]
    - Rope hung arm trap can opener[10]
    - Running high knee to a standing opponent in the corner[8] followed by catching the opponent's head to perform a running bulldog[11][12]
    - Slingshot somersault senton[6][8]
    - Snap scoop powerslam[12]
    - Spinning wheel kick[13]
    - Springboard clothesline[6][10]
    - Step–up enzuigiri[8]
    - Suicide dive[6]
    - Tilt–a–whirl backbreaker[6][8]

  - Nickname
    - "The first and only Straight-Edge World Heavyweight Champion in History"[14]
    - "The Straight Edge Superstar"[2]
    - "Mr. Money in the Bank"[15]
    - "The Second City Saint"[16]
    - "The Straight-Edge Savior"[17]

  - Nhạc nền
    - Ohio Valley Wrestling
      - "Miseria Cantare (The Beginning)" bởi AFI

    - WWE
      - "This Fire Burns" bởi Killswitch Engage

    - AEW
      - "Cult of Personality" bởi Living Colour

  - Finishing moves
    - Anaconda Vice (Arm trap compression chokehold or an arm triangle choke)[8]
    - Pepsi Plunge[6] (Diving double underhook facebuster)[8]
    - Shining wizard[8]

  - Signature moves
    - Arm wrench followed by stepping a leg over the wrenched arm and performing a mule kick with the leg below the opponent's face[8]
    - Corkscrew diving neckbreaker[6]
    - Crooked Moonsault[18] (Split–legged moonsault)[8]
    - Delayed vertical suplex[6][8]
    - Devil Lock DDT[6] (Hammerlock legsweep DDT)[8]
    - Facewash[6]
    - Inverted facelock neckbreaker[8]
    - Inverted frankensteiner[8]
    - Jackie Chan[6][8] (While sitting in a corner Punk grasps the top rope with one hand on each side of the turnbuckle and when the opponent attempts to pull Punk off the ropes by his legs, Punk performs a back tuck, landing on his feet)
    - Pepsi Twist[6][8] (Jumping hammerlock twisted into a short–range lariat)[8]
    - Punk–Handle Piledriver[6][8] (Pumphandle reverse piledriver)
    - Rolling fireman's carry slam[6]
    - Slingshot somersault senton[6][8]
    - Springboard corkscrew crossbody[8]
    - Suicide dive[6]
    - Welcome to Chicago, Motherfucker[6] (Double underhook backbreaker)[8]
    - Double superkick[19]
    - Near Death Experience (Diving neckbreaker (Punk) / Powerbomb (Dinero) combination)[19]

  - Managers
    - Milo Beasley[8]
    - Tracy Brooks[8]
    - Bobby Heenan[8]
    - Alexis Laree / Vicki Adams[8]
    - Lucy[20]
    - Joshua Masters[8]
    - James Mitchell[8]
    - Dave Prazak[21]

  - Entrance Themes
    - Full Impact Pro
      - "South of Heaven" by Slayer[22]

    - Ring of Honor
      - "A Call for Blood" by Hatebreed[23]
      - "Miseria Cantare (The Beginning)" by AFI[23]
      - "Cult of Personality" by Living Colour[24]

    - St. Paul Championship Wrestling
      - Barbies girl by Aqua

## Các chức vô địch giành được
- Independent Wrestling Association Mid-South
  - IWA Mid-South Heavyweight Championship (5 times)[25]
  - IWA Mid-South Light Heavyweight Championship (2 times)[26]
- International Wrestling Cartel
  - IWC Heavyweight Championship (1 time)[27]
- Mid-American Wrestling
  - MAW Heavyweight Championship (1 time)[28]
- NWA Cyberspace
  - NWA Cyberspace Tag Team Championship (1 time)[29] – with Julio Dinero
- NWA Revolution
  - NWA Revolution Heavyweight Championship (1 time)[8]
- Ohio Valley Wrestling
  - OVW Heavyweight Championship (1 time)[30]
  - OVW Southern Tag Team Championship (1 time)[31] – with Seth Skyfire
  - OVW Television Championship (1 time)[32]
- Pro Wrestling Illustrated
  - PWI ranked him #8 of the top 500 singles wrestlers in the PWI 500 in 2009[33]
- Ring of Honor
  - ROH Tag Team Championship (2 times)[34] – with Colt Cabana
  - ROH World Championship (1 time)[34]
- St. Paul Championship Wrestling
  - SDW Northern States Television Championship (2 times)[35]
  - SPCW Northern States Light Heavyweight Championship (1 time)[35]
- World Wrestling Entertainment
  - ECW Championship (1 time)[36]
  - World Heavyweight Championship (3 times)[37][38][39]
  - WWE Championship (2 times)
  - World Tag Team Championship (1 time)[40] – with Kofi Kingston
  - WWE Intercontinental Championship (1 time)[41]
  - Mr. Money in the Bank (2008, 2009)[15]
  - Slammy Award for "Oh My God!" Moment of the Year (2008)[42] Cashing in Money in the Bank to win the World Heavyweight Championship
  - Slammy Award for Shocker of the Year (2009)[43] Forcing Jeff Hardy out of the WWE after Steel Cage match victory
  - 19th Triple Crown Champion[9]
- Wrestling Observer Newsletter
  - Feud of the Year (2009) vs. Jeff Hardy[44]
  - Best Gimmick (2009)[44]